# Polythore lamerceda
Polythore lamerceda är en trollsländeart som beskrevs av Bick 1985. Polythore lamerceda ingår i släktet Polythore och familjen Polythoridae. IUCN kategoriserar arten globalt som otillräckligt studerad. Inga underarter finns listade i Catalogue of Life.